# Echinopsis tiegeliana
Echinopsis tiegeliana är en kaktusväxtart som först beskrevs av Wessner, och fick sitt nu gällande namn av David Richard Hunt. Echinopsis tiegeliana ingår i släktet Echinopsis och familjen kaktusväxter. Inga underarter finns listade i Catalogue of Life.

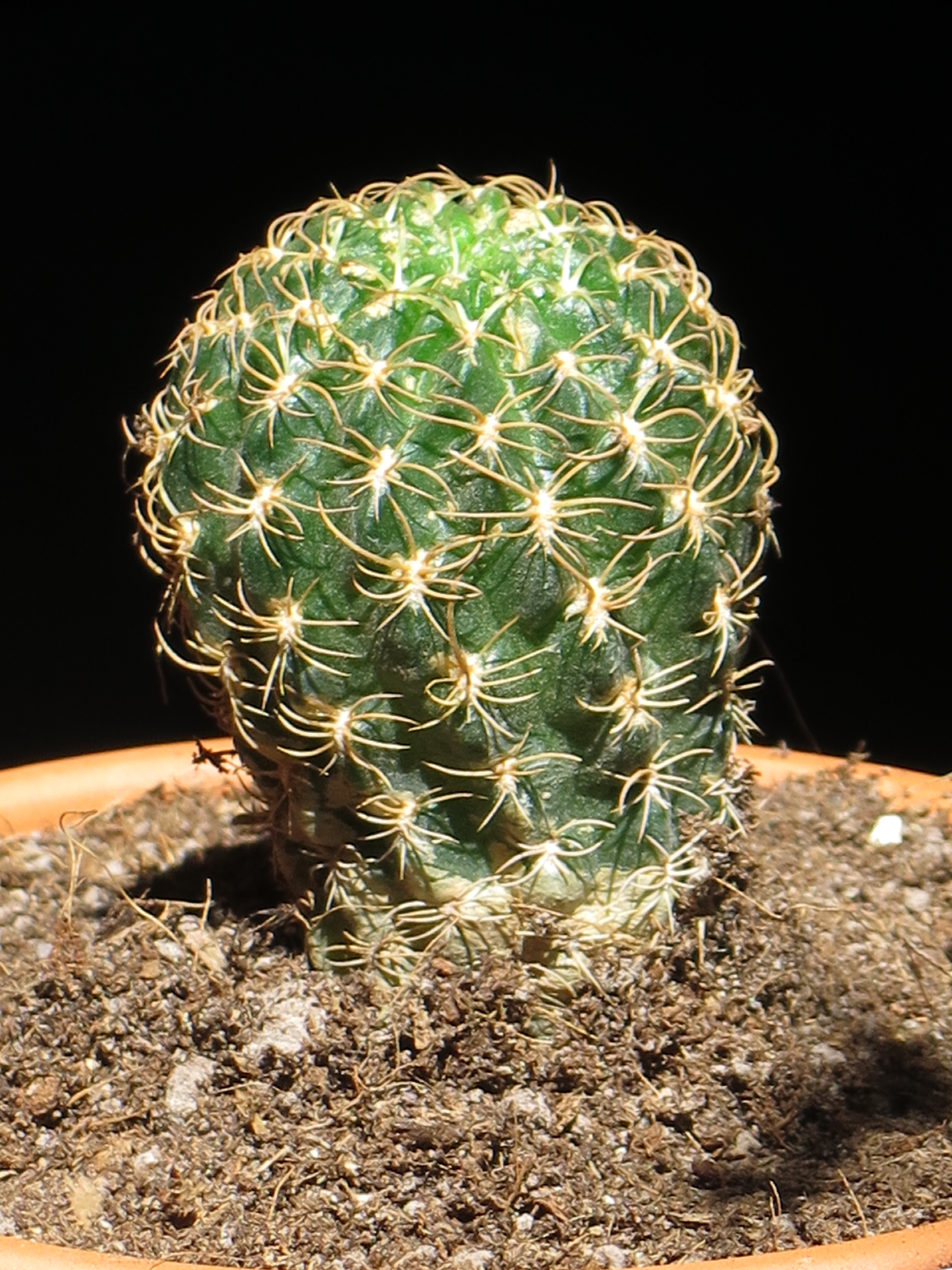